# Evo
Pour les articles homonymes, voir Evo (homonymie).
Evo est un jeu de société créé par Philippe Keyaerts et édité en 2001 par Jeux Descartes.
Il a fait l'objet d'une réédition en 2011 chez Asmodée.
Pour 3 à 5 joueurs, à partir de 12 ans pour environ 90 minutes.

## Principe général
Chaque joueur est responsable d'une espèce de dinosaure, dont il doit nourrir la population, défendre le territoire, et faire évoluer l'espèce de sorte qu'elle résiste aux changements climatiques.

## Règle du jeu

### Matériel
- Edition 2011 :
- 2 plateaux double-face
- 1 roue Climat
- 1 plateau Enchère
- 5 pions Peuple (5 couleurs)
- 5 plateaux individuels Dinosaure (5 couleurs)
- 40 pions en bois Dinosaure (5 couleurs)
- 48 jetons Gène
- 1 sac en tissu
- 88 jetons Points de victoire
- 15 cartes Événement
- 13 jetons Climat
- 1 dé Combat
- 10 jetons Gènes normaux/Gènes uniques
- La règle du jeu

### Mise en place
Les plateaux double-face se combinent de façon à former un territoire dont la taille dépend du nombre de joueurs. Chaque joueur place l'un de ses dinosaures sur le plateau et reçoit 3 cartes événement et un petit plateau individuel représentant son espèce. Ce portrait va être complété lors de la partie par l'ajout de gènes qui donneront de nouvelles capacités à l'espèce : gène queue, gène patte, gène corne, gène œuf, gène fourrure, gène parasol.

### But du jeu
Lors de la partie les joueurs vont tenter d'accumuler plus de points de mutation que leurs adversaires. Ces points se récupèrent en fonction du nombre de dinosaures présents sur le plateau à la fin de chaque tour, à raison de 1 point par dinosaure.

### Déroulement
Le tour de jeu se décompose en 6 phases :
1. Initiative. L'ordre de joueurs est fonction de la longueur de la queue des dinosaures (gène queue).
2. Climat. Le climat est modifié selon les résultats d'un jet de dé.
3. Mouvements et combats. Les dinosaures ont une capacité de déplacement égale à leur nombre de pattes (gène patte). Un dinosaure peut tenter de chasser un autre dinosaure d'une des cases du plateau, le combat se résolvant par un jet de dé influencé par le nombre de cornes de chaque espèce (gène corne).
4. Naissances. Pour chaque œuf (gène œuf) dont dispose les dinosaures, un nouveau dinosaure peut apparaître sur le plateau.
5. Survie et points de mutation. Les dinosaures présents sur des cases trop chaudes ou trop froides, selon le climat, sont retirés du plateau, à moins qu'ils puissent être protégés par un gêne fourrure ou un gêne parasol. Chaque dinosaure restant sur le plateau rapporte un point de mutation à son propriétaire.
6. Météorite et enchères. Le jeton météorite avance d'une case. Si la partie ne prend pas fin, de nouveaux gènes sont proposés aux joueurs qui vont pouvoir les acquérir en dépensant des points de mutation.

### Fin de partie et vainqueur
À chaque tour le jeton météorite progresse d'une case. Lorsqu'il atteint une case marquée d'une face de dé, l'un des joueurs lance le dé ce qui, en fonction du résultat, peut mettre fin immédiatement à la partie.
Le vainqueur est celui qui a accumulé le plus de points de mutation, et en cas d'égalité celui qui a le plus de dinosaures sur le plateau.

## Récompense
- Games Magazine Awards  2002